# Alaskastrandloper
De Alaskastrandloper (Calidris mauri) is een vogel uit de familie van strandlopers en snippen (Scolopacidae). 

## Verspreiding en leefgebied
Deze soort broedt in noordoostelijk Siberië en westelijk en noordelijk Alaska en overwintert in noordelijk Zuid-Amerika.

## Voorkomen in Nederland
Het is een zeldzame dwaalgast in West-Europa. In Nederland is de soort slechts enkele keren waargenomen. In augustus 2019 verbleef er enkele dagen een vogel bij Westhoek in de Friese Waddenzee, in augustus 2024 was er een vogel te zien bij de veerdam in Holwerd.